# Выгор (Гомельская область)
Выгор (бел. Выгар) — упразднённый посёлок в Даниловичском сельсовете Ветковского района Гомельской области Беларуси.
В результате катастрофы на Чернобыльской АЭС и радиационного загрязнения жители (3 семьи) переселены в 1992 году в чистые места.

## География

### Расположение
В 20 км на северо-запад от Ветки, 10 км от железнодорожной станции Лазурная (на линии Жлобин — Гомель).

## Транспортная сеть
Транспортные связи по просёлочной, затем автомобильной дороге Даниловичи — Ветка. Деревянные дома около просёлочной дороги.

## История
Основан в начале XX века переселенцами из соседних деревень. Наиболее активная застройка велась в 1920-х годах. В 1926 году в Даниловичском сельсовете Гомельского района Гомельского округа. 12 жителей погибли на фронтах Великой Отечественной войны. В 1959 году входил в состав колхоза имени И. Г. Лебедева (центр — деревня Даниловичи).
С 29 ноября 2005 года исключён из данных по учёту административно-территориальных и территориальных единиц.

## Население

### Численность
- 1992 год — жители (3 семьи) переселены.

### Динамика
- 1926 год — 12 дворов, 51 житель.
- 1940 год — 18 дворов 56 жителей.
- 1959 год — 47 жителей (согласно переписи).
- 1992 год — жители (3 семьи) переселены.